# Kaszewy Kościelne
Kaszewy Kościelne – wieś w Polsce położona w województwie łódzkim, w powiecie kutnowskim, w gminie Krzyżanów.
Kaszewy Kościelne, wzmiankowane w 1387 roku, były w okresie średniowiecza gniazdem rodowym Kaszewskich, z których najbardziej znaną postacią był Jan – kanonik krakowski, gnieźnieński i łódzki. Pierwszy dokument, w którym wspomina się, że istniała tu parafia pochodzi z 1420 roku. Obecny kościół znajduje się w miejscu poprzedniego, który został w czasie II wojny światowej rozebrany przez Niemców.
W latach 1954–1961 wieś należała i była siedzibą władz gromady Kaszewy Kościelne, po jej zniesieniu w gromadzie Krzyżanów. W latach 1975–1998 miejscowość administracyjnie należała do województwa płockiego.
Kaszewy Kościelne są siedzibą rzymskokatolickiej parafii św. Andrzeja Apostoła.

## Urodzeni w Kaszewach Kościelnych
- Michał Sokolnicki – polski polityk i dyplomata oraz historyk, doktor filozofii[4].
- Gabriel Sokolnicki –  polski inżynier elektryk, przedsiębiorca,  polityk , rektor i wieloletni wykładowca Politechniki Lwowskiej[5].